# M/S General Grot-Rowecki
M/S General Grot-Rowecki (IMO-nummer 8417754) var ett bulklastfartyg ägt av Polish Steamship Company (tidigare Polska Żegluga Morska). Fartyget seglade under maltesisk flagg med Valetta som hemmahamn. Fartyget byggdes 1985 på Georgi Dimitrov-varvet i Varna i Bulgarien.